# St. Stephan (Langenreichen)

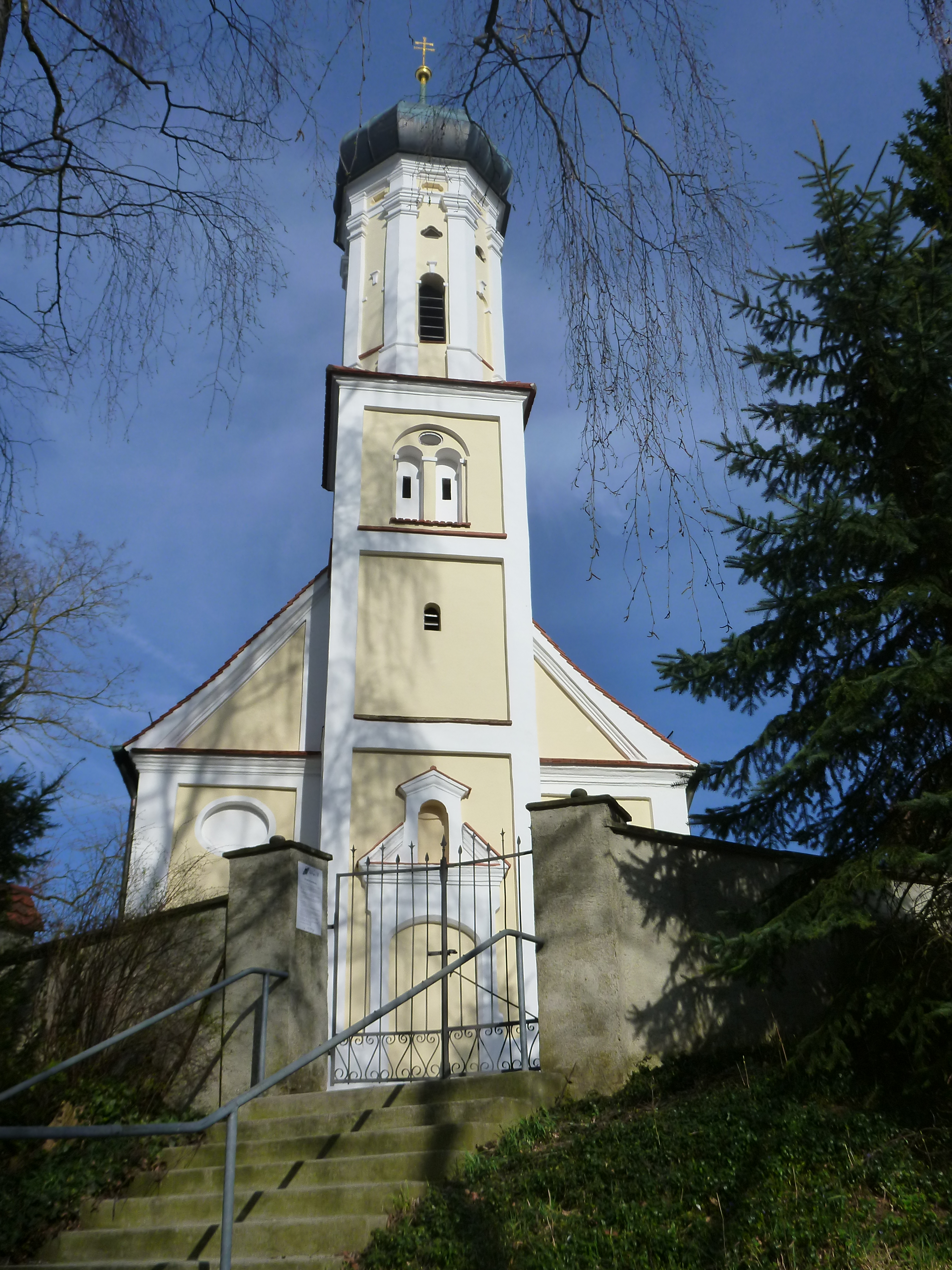
St. Stephan in Langenreichen

Die römisch-katholische Friedhofskapelle St. Stephan steht auf dem Friedhof von Langenreichen, einem Gemeindeteil von Meitingen im schwäbischen Landkreis Augsburg in Bayern. Das Bauwerk ist in der Liste der Baudenkmäler in Meitingen als Baudenkmal unter der Nr. D-7-72-177-8 eingetragen. Die Kirche gehört zur Pfarreiengemeinschaft Meitingen im Dekanat Augsburg-Land des Bistums Augsburg.

## Beschreibung
Eine erste  Kapelle wurde 1062 durch den Eichstätter Bischof Gundekar II. geweiht. Der heutige Bau wurde im Kern im frühen 17. Jahrhundert erbaut. Von 1607 bis zur Weihe der St.-Nikolaus-Kirche diente er als Pfarrkirche des Ortes. Er besteht aus einem Langhaus, das 1730 erneuert wurde, einem eingezogenen, dreiseitig geschlossenen Chor im Osten und einem Fassadenturm im Westen, der halb in das Langhaus eingestellt ist. Seine quadratischen Geschosse wurden mit einem achteckigen Geschoss mit Pilastern an den Ecken aufgestockt, das den Glockenstuhl beherbergt, und mit einer Zwiebelhaube bedeckt.
Der Innenraum des Langhauses ist mit einer Flachdecke überspannt. Die Fresken wurden um 1920 von Oswald Völkel eingefügt. Die Statuen des Leonhard von Limoges und des Laurentius von Rom wurden 1734 von Stephan Luidl, Sohn des Lorenz Luidl, hergestellt.